# 桃山台 (堺市)
桃山台（ももやまだい）は、大阪府堺市南区の泉北ニュータウン栂地区にある町名。現行行政地名は桃山台一丁から桃山台四丁。住居表示は実施済み。

## 地理
南区の北寄りに位置し、泉北ニュータウン栂地区の中では北端に位置する住宅地域である。区域内には戸建住宅や府営団地のほか、南区役所や南堺警察署などの官公署も立地する。東は大庭寺、三木閉、豊田、竹城台、南は原山台、西は、檜尾、大森、野々井、北は稲葉、大庭寺に接している。

## 歴史
大阪府の泉北丘陵住宅地区開発事業によって「I住区」として計画された一区劃であり、1979年に栂地区で一番に入居が開始された。地名の由来は、開発を行う丘陵地が桃の栽培地であったことから。

## 世帯数と人口
2020年（令和2年）3月31日現在（堺市発表）の世帯数と人口は以下の通りである。
| 丁         | 世帯数    | 人口    |
| ---------- | --------- | ------- |
| 桃山台一丁 | 1,736世帯 | 3,276人 |
| 桃山台二丁 | 642世帯   | 1,278人 |
| 桃山台三丁 | 872世帯   | 1,758人 |
| 桃山台四丁 | 590世帯   | 1,437人 |
| 計         | 3,840世帯 | 7,749人 |

### 人口の変遷
国勢調査による人口の推移。
| 1995年（平成7年）  | 10,733人 | [ 7 ]  |  |
| 2000年（平成12年） | 9,384人  | [ 8 ]  |  |
| 2005年（平成17年） | 8,715人  | [ 9 ]  |  |
| 2010年（平成22年） | 7,955人  | [ 10 ] |  |
| 2015年（平成27年） | 7,444人  | [ 11 ] |  |

### 世帯数の変遷
国勢調査による世帯数の推移。
| 1995年（平成7年）  | 3,400世帯 | [ 7 ]  |  |
| 2000年（平成12年） | 3,269世帯 | [ 8 ]  |  |
| 2005年（平成17年） | 3,345世帯 | [ 9 ]  |  |
| 2010年（平成22年） | 3,412世帯 | [ 10 ] |  |
| 2015年（平成27年） | 3,321世帯 | [ 11 ] |  |

## 交通

### 鉄道
- 南海泉北線
  - 栂・美木多駅 - 桃山台2丁1番1号

### バス
- 南海バス

### 道路
- 大阪府道38号富田林泉大津線（泉北1号線）
- 大阪府道208号堺泉北環状線（泉北北線）

## 小・中学校の校区
市立小・中学校に通う場合、校区は以下の通りとなる
。
| 丁         | 番地 | 小学校               | 中学校             |
| ---------- | ---- | -------------------- | ------------------ |
| 桃山台一丁 | 全域 | 堺市立桃山台小学校   | 堺市立福泉南中学校 |
| 桃山台二丁 | 全域 | 堺市立桃山台小学校   | 堺市立福泉南中学校 |
| 桃山台三丁 | 全域 | 堺市立福泉中央小学校 | 堺市立福泉南中学校 |
| 桃山台四丁 | 全域 | 堺市立福泉中央小学校 | 堺市立福泉南中学校 |

## 事業所
2016年（平成28年）現在の経済センサス調査による事業所数と従業員数は以下の通りである。
| 丁         | 事業所数  | 従業員数 |
| ---------- | --------- | -------- |
| 桃山台一丁 | 20事業所  | 245人    |
| 桃山台二丁 | 32事業所  | 180人    |
| 桃山台三丁 | 28事業所  | 162人    |
| 桃山台四丁 | 20事業所  | 214人    |
| 計         | 100事業所 | 801人    |

## 施設
- 教育
  - 堺市立桃山台小学校 - 桃山台2丁6番1号
  - 堺市立福泉中央小学校 - 桃山台4丁17番1号
  - 堺市立福泉南中学校 - 桃山台3丁7番1号
  - 大阪府立堺西高等学校 - 桃山台4丁16番

- 公共施設
  - 堺市南区役所 - 桃山台1丁1番1号
  - 南堺警察署 - 桃山台2丁2番1号
  - 栂文化会館 - 桃山台2丁1番2号
  - 堺市立南図書館栂分館 - 桃山台2丁1番2号

- 公園
  - 西原公園 - 桃山台1丁4番及び2丁5番
  - 桃山公園 - 桃山台3丁3番及び4番

- 郵便局
  - 泉北桃山台郵便局 - 桃山台3丁1番1号

## その他

### 日本郵便
- 郵便番号 : 590-0141[3]（集配局：泉北郵便局[15]）。